# Live (album Eloy)
Live – dwupłytowy album koncertowy niemieckiej grupy rockowej Eloy, wydany w 1978 roku nakładem Harvest Records. Utwory zostały zarejestrowane w marcu owego roku podczas trasy koncertowej.

## Lista utworów
Opracowano na podstawie materiału źródłowego.
Wydanie LP:
Strona A
| Nr | Tytuł utworu           | Długość |
| -- | ---------------------- | ------- |
| 1. | „Poseidon's Creation”  | 11:37   |
| 2. | „Incarnation of Logos” | 8:46    |
|    |                        | 20:23   |

Strona B
| Nr | Tytuł utworu                  | Długość |
| -- | ----------------------------- | ------- |
| 1. | „The Sun Song”                | 8:30    |
| 2. | „The Dance in Doubt and Fear” | 7:36    |
|    |                               | 16:06   |

Strona C
| Nr | Tytuł utworu                              | Długość |
| -- | ----------------------------------------- | ------- |
| 1. | „Mutiny”                                  | 9:56    |
| 2. | „Gliding Into Light And Knowledge/Inside” | 10:58   |
|    |                                           | 20:54   |

Strona D
| Nr | Tytuł utworu                                                    | Długość |
| -- | --------------------------------------------------------------- | ------- |
| 1. | „Atlantis' Agony at June 5th 8498, 13 p.m. Gregorian Earthtime” | 20:54   |
|    |                                                                 | 20:54   |

## Twórcy
Opracowano na podstawie materiału źródłowego.
Muzycy:
- Frank Bornemann – gitara, śpiew
- Klaus-Peter Matziol – gitara basowa, śpiew
- Jürgen Rosenthal – perkusja, instrumenty perkusyjne, głos
- Detlev Schmidtchen – instrumenty klawiszowe, gitara

Produkcja:
- Eloy – produkcja muzyczna
- Andy Mietling, Wolfgang Thierbach – inżynieria dźwięku